# Frederik s'Jacob

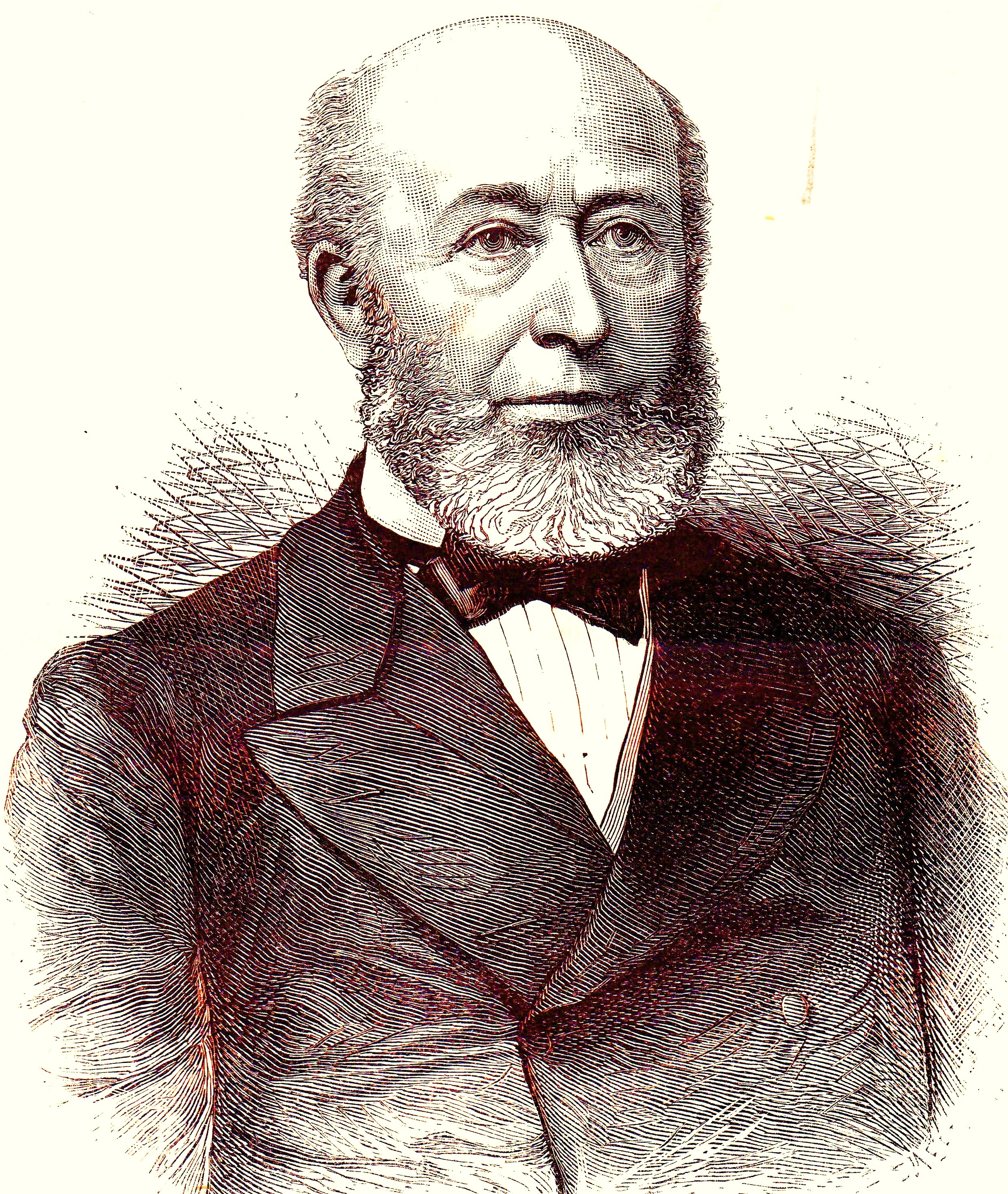
Frederik s'Jacob.

Frederik s'Jacob (Den Haag, 25 februari 1822 – Utrecht, 3 april 1901) was gouverneur-generaal van Nederlands-Indië van 12 april 1881 tot 20 januari 1884.

## Familie
Frederik s'Jacob was een lid van het patricische geslacht s'Jacob en een zoon van Frederic Bernard s'Jacob, lid Tweede Kamer der Staten-Generaal 1815-1819, secretaris Raad van State 1815-1829, en Maria Petronella Rochussen (1792-1848). Hij was in 1848 gehuwd met jkvr. Leonie Susanne Charlotte van Hogendorp (Sint-Omaars, 1 juni 1831 – Soerabaja, 3 mei 1852), dochter van Carel Sirardus Willem graaf van Hogendorp. Hun oudste zoon Frederik Bernard (Meester Cornelis (Nederlands Indië), 14 mei 1850 - Staverden, 15 maart 1935) was de latere burgemeester van Rotterdam. Een tweede zoon, Carel Sirardus Willem (Soerabaja, 3 februari 1852 – Soerabaja, 3 september 1852) werd slechts zeven maanden oud. De moeder overleed drie maanden na de bevalling.

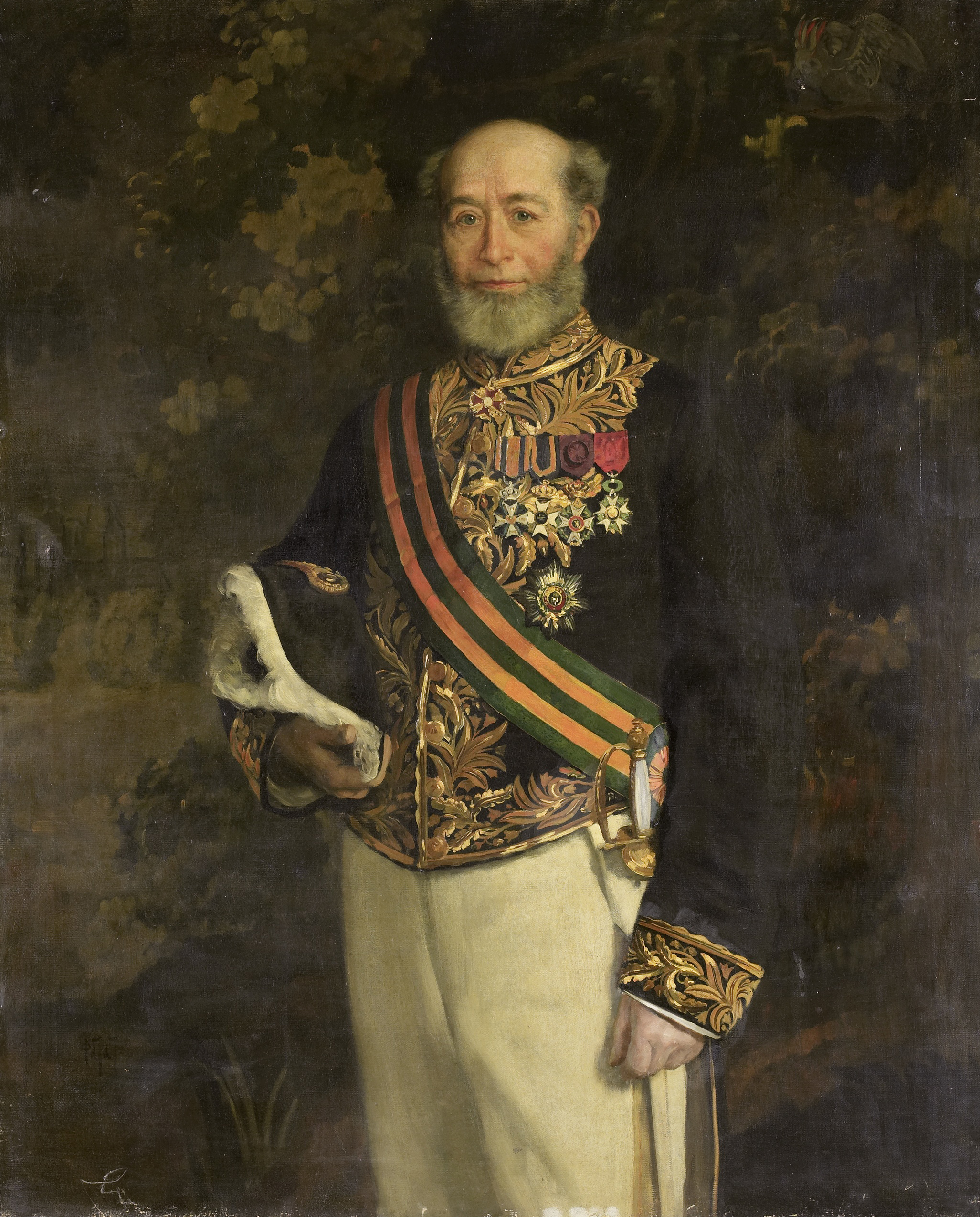
Portret als gouverneur door Pieter de Josselin de Jong (1895/1896), in Rijksmuseum, Amsterdam

## Loopbaan
Tijdens zijn bewind als gouverneur-generaal werd Nederlands-Indië getroffen door diverse ziekten en rampen, zoals een cholera-uitbraak op Java en een uitbarsting van de vulkaan Krakatau in de Straat Soenda.
In 1883 strandde voor de Westkust van Atjeh het Engelse stoomschip Nisero, waarbij de bemanning gevangen werd genomen en ontvoerd. Pas na een mislukte poging om hen met geweld te bevrijden, lukte dit na moeizame onderhandelingen. In de Tweede Kamer werd over deze affaire een interpellatie gehouden.
In 1883 verlengde s'Jacob de concessie van de Billiton Maatschappij voor de tinwinning met 75 jaar. Op dit besluit - en op de door de minister De Brauw verleende goedkeuring hiervoor - werd in de Tweede Kamer ernstige kritiek geuit, die leidde tot het aftreden van de minister (het zogenoemde Billitonschandaal). Ook s'Jacob nam ontslag.
Tevens was hij onder meer vanaf 1869 10 jaar lang directeur-generaal van de Maatschappij tot Exploitatie van Staatsspoorwegen.
In de stad Utrecht bezat s'Jacob de buitenplaats Nieuweroord. Bij Koninklijk Besluit van 6 december 1846 nummer 5 werd hij benoemd tot ridder in de Militaire Willems-Orde.